# Prinie křovinná
Prinie křovinná, někdy priniovec křovinný (Scotocerca inquieta) je drobný pták z čeledi Scotocercidae. Je jediným zástupcem této čeledi, vyskytuje se v oblasti Západního palearktu.

## Popis
Jde o velmi drobného a nenápadného ptáka s dlouhým ocasem, který často vytrčuje nahoru. Je převážně hnědě a rezavě zbarvený, má tmavý oční proužek, bílý nadoční proužek, světlé líce a hrdlo. Má dlouhé růžové nebo oranžové nohy. Zobák je dlouhý, horní čelist je výrazně zahnuta dolů. Od špičky zobáku po konec ocasu je 10–11,5 cm dlouhý, křídlo je od ohbí po špičku nejdelší letky 43–50 cm dlouhé. Pohlavní dimorfismus není přítomen.

## Taxonomie a rozšíření
Tvoří osm poddruhů, které se dělí podle geografického rozšíření do dvou skupin. Tato geografická izolace populací se projevuje i rozdíly v genetice a akustických projevech, a přináší tak argumenty pro případné budoucí oddělení těchto populací do dvou různých druhů. Některé publikace již toto rozdělení respektují.
- skupina (saharae/theresae)
  - S. i. saharae; východní Maroko, Alžírsko, Tunisko, Libye
  - S. i. theresae; jižní Maroko, Západní Sahara, Mauritanie
- skupina [inquieta]
  - S. i. inquieta; Egypt, Izrael, severní Saúdská Arábie východně do Perského zálivu
  - S. i. grisea; západní Saúdská Arábie, východní Jemen, Omán
  - S. i. buryi; jižní Saúdská Arábie, západní Jemen
  - S. i. striata; jižní a střední Irák, jižní Írán, Pákistán, jižní Afghánistán
  - S. i. platyura; severní Turkmenistán, jižní Uzbekistán, jihozápadní Tádžikistán
  - S. i. montana; severovýchodní Írán, jižní Turkmenistán, západní Tádžikistán, severní Afghánistán

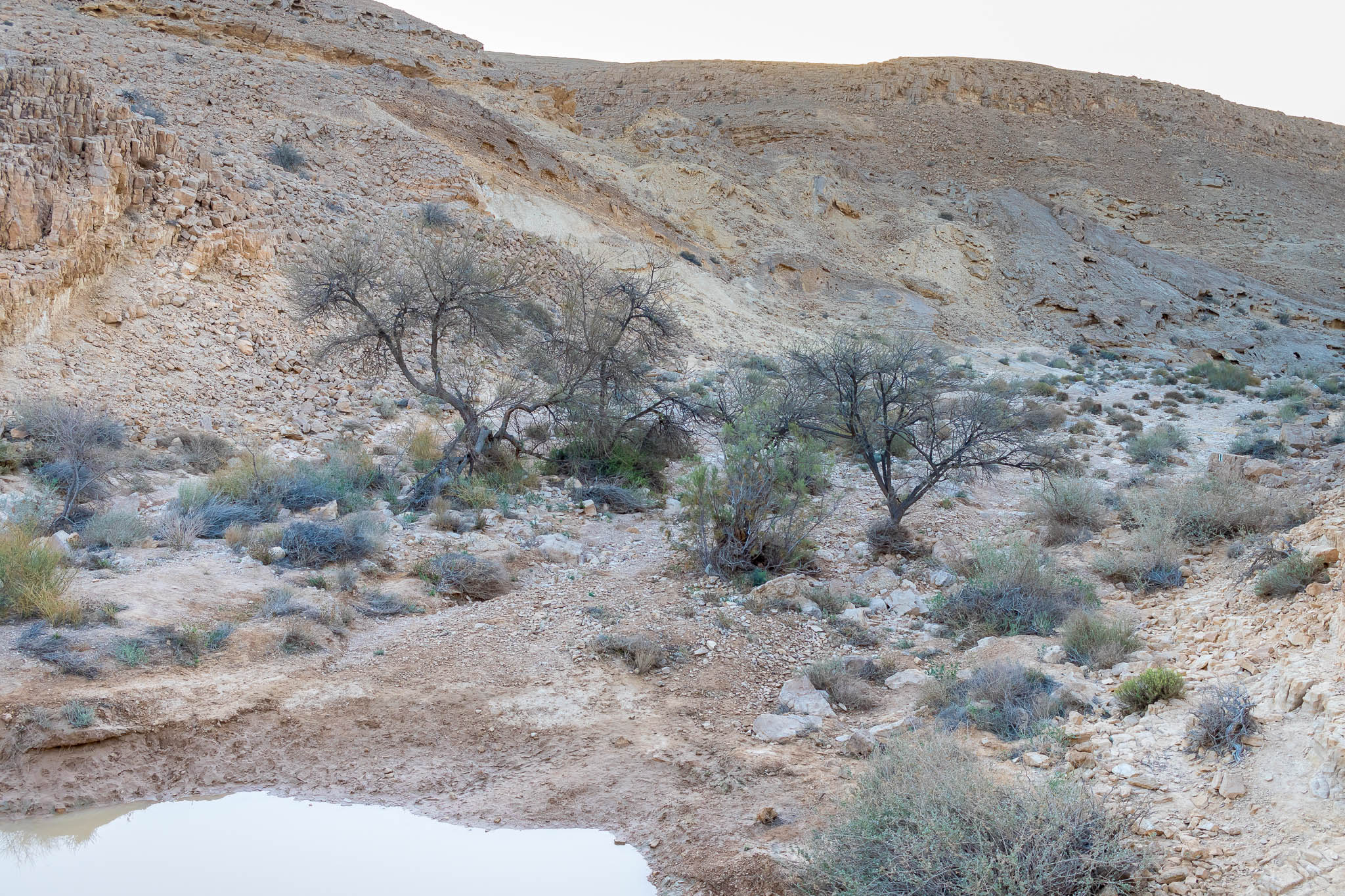
Biotop priniovce křovinného v Izraeli

## Biotop
Vyskytuje se v pouštních a polopouštních biotopech, například ve vyschlých vádích s křovinatou vegetací a malými skupinami stromů. V Jemenu se vyskytuje i v nadmořských výškách okolo 3 000 m n. m.

## Biologie
Je monogamní a teritoriální. Hnízdí solitérně. Hnízdo je kulatá boudička tvořená větvičkami a dalším suchým rostlinným materiálem, umístěná nízko nad zemí ve vegetaci. Snáší 2–5 vajec, inkubace trvá 13–15 dnů. Dospělci předstírají zranění aby odlákali predátora.
Ozývá se různými cvakavými zvuky, typický je dlouhý a kovově znějící trylek „srrrrr“. Jeho hlasový repertoár je značně variabilní.
Potravu sbírá na zemi nebo nízko nad zemí samotářsky, v párech nebo malých rodinných skupinách. Živí se zejména bezobratlými včetně housenek a dospělých motýlů. Zejména v zimním období se může v některých oblastech živit převážně semeny. Vodu zřejmě získává jen z potravy a není tak závislý na přítomnosti vodních zdrojů.
Je obvykle stálý, přesuny mimo hnízdní areál jsou vzácné. V některých oblastech zaznamenány sezónní přesuny.